# 格林峰
46°31′54.8″N 8°04′39.8″E / 46.531889°N 8.077722°E

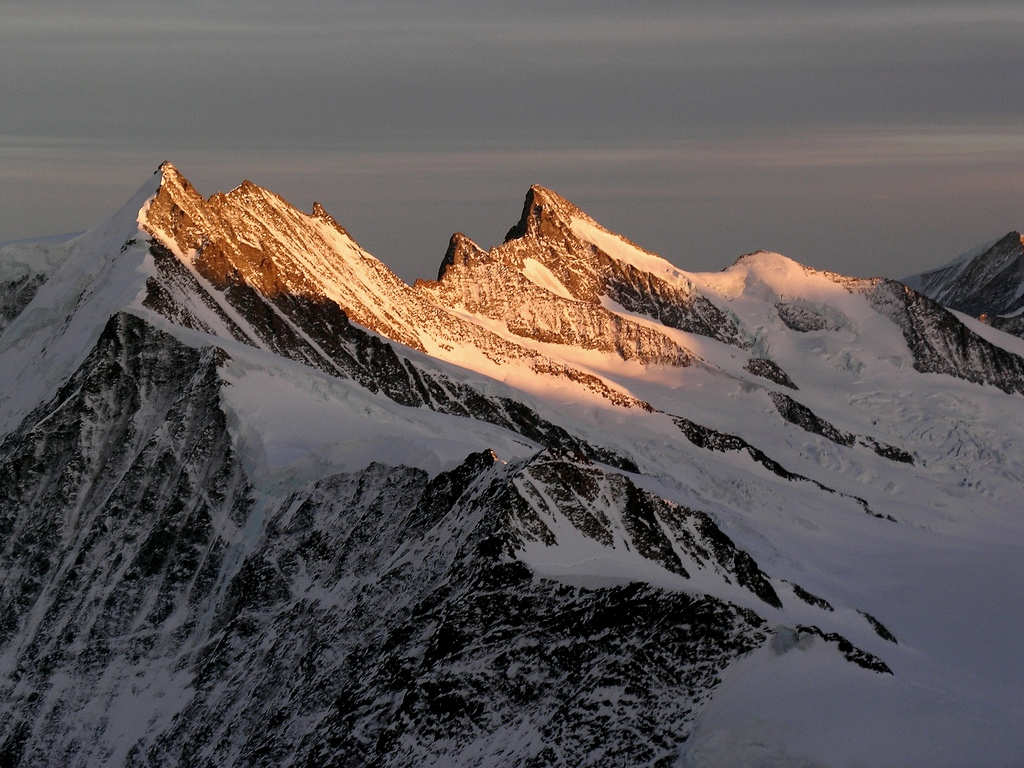

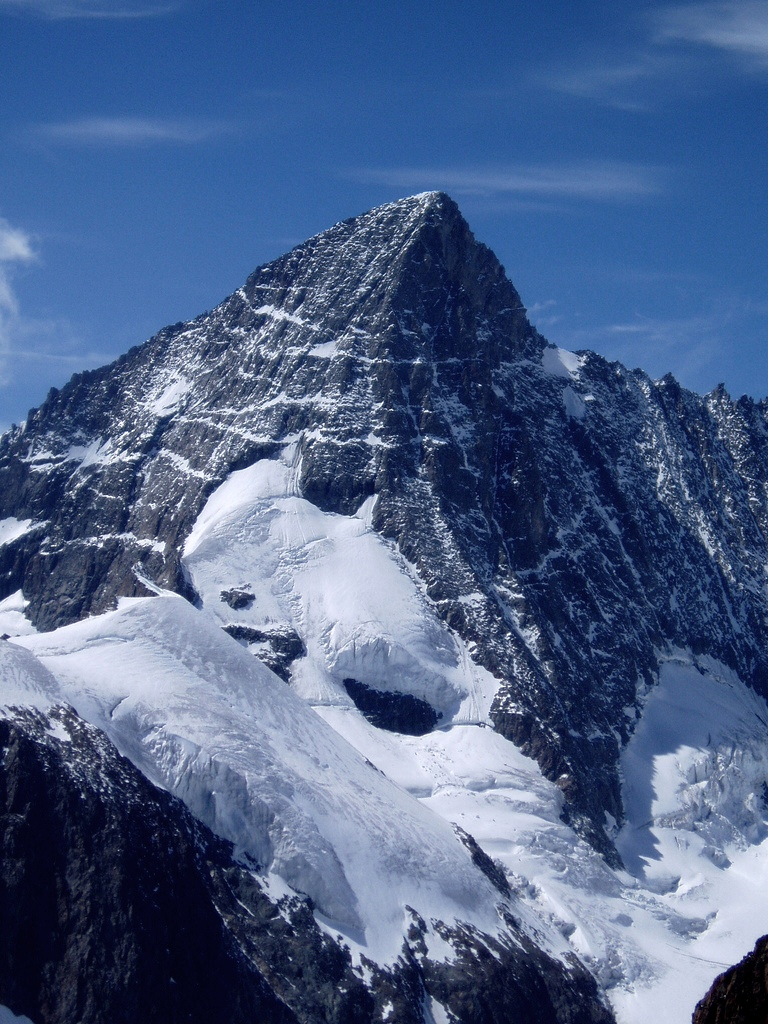

格林峰（德语：Grünhorn）是瑞士的山峰，位於該國南部，由瓦萊州負責管轄，屬於伯尔尼山的一部分，海拔高度4,044米，人類在1865年8月7日首次登上該山峰。